# 皮瓦湖

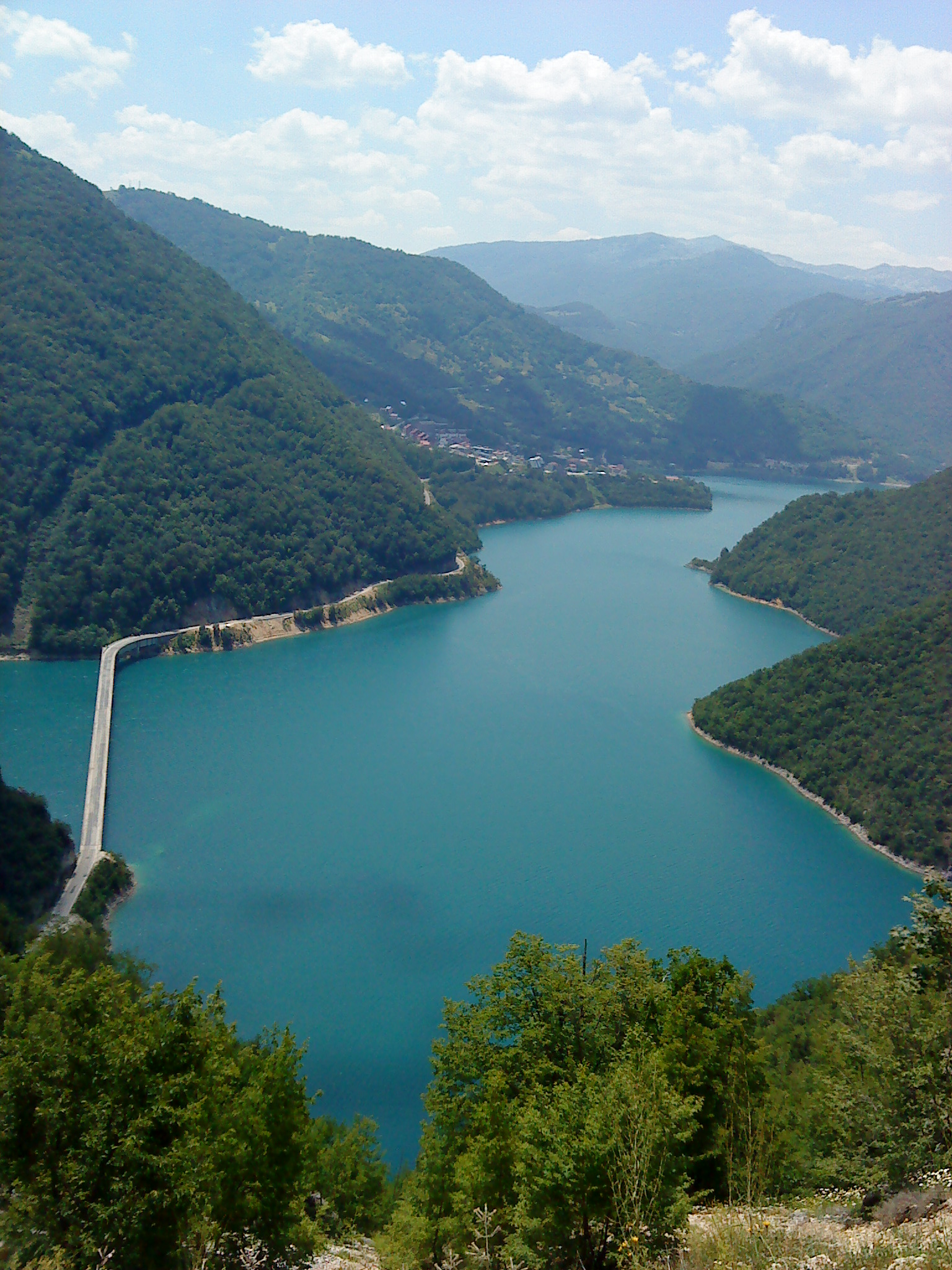
皮瓦湖

皮瓦湖是黑山的人工湖，位於該國西北部，長33公里，面積12.5平方公里，是該國最大的水庫，海拔高度675米，最大水深188米，湖水來自皮瓦河。